# 多気城 (下野国)
多気城（たげじょう）は、栃木県宇都宮市田下町にあった中世の日本の城（山城）。宇都宮氏の城だった。別名多気山城。

## 歴史・沿革
康平6年（1063年）に藤原宗円が築いたという伝承があるが、確証はない。古くは文明4年（1472年）に多気兵庫守の居城だったという記録が「宇都宮家臣記」にある。一方、その築城に関しては、「多気山城構築出陣人名」に天正4年12月2日（ユリウス暦：1576年12月21日）に着手し、12月25日（1577年1月13日）に完成した旨の記載がある。尚、同年に上高根沢城主高根沢信濃守、下高根沢城主平八郎、弥八郎、栗賀島城主直井淡路守、小和久保城主矢口筑前守、石居城主野沢若狭守らが入城している。いずれも明らかな記録ではなく、築城時期や築城者は不明とされている。
戦国時代末期、宇都宮氏は南に台頭する北条氏、北にこれに乗ずる日光山僧兵の侵略に晒されていた。本拠の宇都宮城は平城で防御に不向きだった為、宇都宮国綱は宇都宮城を玉生美濃守に託し多気城を改修して拠点とした。このほか、盟友・佐竹氏とともに下野国中央の覇権確立のために、壬生氏の鹿沼城の近くに拠点を持つ必要があったこと、多気山不動尊の加護を得て北条氏や壬生氏と対峙しようとしたことが、多気城を拠点とした理由と推定される。多気城下には上河原・下河原・粉川内（粉河寺）・清願寺（清巌寺）・裏町（池上裏町）・塙田・扇町・源石町（元石町）などの宇都宮城下と同じ地名が小字として残っており、宇都宮氏が一時的な拠点ではなく、恒久的な拠点にしようと整備していたことが分かる。城の建設資金は篠井金山の利益から捻出したという説がある。
本丸の規模は東西約140 m×南北約120 mで、その北・南・南西・南東に堀や土塁をめぐらした曲輪を配置するという堅牢な造りであった。
小田原征伐に続く宇都宮仕置で領土が安堵され、再び宇都宮城に本拠を戻している。宇都宮城が父祖伝来の地であること、交通の便が良いこと、領国経営に適していることがその理由である。慶長2年（1597年）に宇都宮氏が豊臣秀吉によって改易されると同時に廃城となった。

### 現在の状況
現在の多気城跡には不動寺（多気山不動尊）がある。また、曲輪・土塁・空堀が良好に現存するが、樹木が生い茂っており、簡単には確認できない。